# Ricardo Bofill Taller de Arquitectura
 Bofill Taller de Arquitectura  tiene su sede en una antigua fábrica de cemento reconvertida en vivienda y centro de trabajo del arquitecto español Ricardo Bofill. Está situada en San Justo Desvern (provincia de Barcelona) y es conocida como "La Fábrica". El Taller de Arquitectura es un equipo que agrupa arquitectos, urbanistas, diseñadores gráficos de 20 países. Hasta la fecha el estudio ha realizado más de 1000 proyectos en 40 países.
El edificio donde se ubica el taller es un claro ejemplo de arquitectura brutalista en España.

## Fundación
Fundado en 1963 por Ricardo Bofill, reunió a un equipo multidisciplinar de arquitectos, ingenieros, urbanistas, sociólogos, escritores, directores de cine y filósofos que buscaban cambiar la arquitectura, haciendo investigaciones y buscando alternativas de viviendas sociales. En el equipo inicial estaban Anna Bofill, Salvador Clotas, Ramón Collado, José Agustín Goytisolo, Joan Malagarriga, Manuel Núñez Yanowsky, Dolors Rocamora y Serena Vergano. “El equipo recuperó la artesanía característica de la arquitectura tradicional catalana  (Modernismo catalán), mientras planteaba espacios que desafiaban las normas culturales, sociales y arquitectónicas de su tiempo. Ricardo Bofill Taller de Arquitectura pretendía resolver los problemas urbanísticos locales en el contexto político y social español de la época. En el marco de una metodología y utilización estandarizada del Movimiento Moderno para la reconstrucción masiva de proyectos residenciales y urbanos tras la Segunda Guerra Mundial, el trabajo del Taller se desmarcaba del enfoque estándar, definido por el Congreso Internacional de Arquitectura Moderna (CIAM). La necesidad de plantear proyectos a gran escala condujo a El Taller a concebir una metodología rígida pero a la vez orgánica basada en la formación geométrica de elementos en el espacio”.

## Principales miembros del equipo

### Ricardo Bofill
En 1963 Ricardo Bofill formó el Taller de Arquitectura. Desde su fundación ha sido Director y Presidente de las distintas oficinas de la compañía en todo mundo. Nacido en 1939 en Barcelona, España, estudió en la Escuela de Arquitectura de Barcelona y se graduó en la Escuela de Ginebra. Es miembro honorario de AIA, y ha recibido numerosos premios internacionales por su trabajo. Es coautor de los libros Espaces d’une vie y L’Architecture des Villes.

### Peter Hodgkinson
Hodgkinson es Socio Arquitecto. Se incorporó al equipo de El Taller en 1966. Nació en Inglaterra en 1940 y se licenció en la Architectural Association de Londres. Ha publicado artículos en un gran número de revistas especializadas como: AR, AD, Récord, etc., y participando como conferenciante invitado en: Australia, Sudáfrica, Inglaterra, Francia, Holanda, Escocia.
Implicado en distintas tipologías de proyectos, ha desarrollado especialmente proyectos de infraestructura del transporte, y especialmente aeropuertos, adquiriendo considerable experiencia en la resolución de problemas funcionales que implican flujos y circulaciones complejas.

### Jean-Pierre Carniaux
Carniaux es Socio Arquitecto. Se incorporó al equipo de El Taller en 1976 y pasando a dirigir el despacho que la compañía tenía en Nueva York en 1986. Nació en Francia en 1951 y estudio Matemáticas en la Universidad de París y Arquitectura en el Massachusetts Institute of Technology.
El trabajo de Jean-Pierre Carniaux durante los últimos 15 años abarca desde el diseño del Teatro Nacional de Cataluña, una operación urbana de 240.000 m², Antigone en Montpellier y la sede social de Shiseido en Tokio, hasta el diseño de frascos de perfume para Christian Dior. Jean-Pierre Carniaux ha participado en proyectos como el nuevo aeropuerto de Barcelona, un rascacielos de 50 plantas en Chicago, y el Palacio de Congresos de Madrid. Su trabajo le ha llevado a Moscú, París, Nueva York, Montreal, Tokio, además de muchas otras ciudades en Europa.

## La Fábrica
La transformación de la fábrica de cemento en el estudio del Taller de Arquitectura supuso un proceso de destrucción basado en la creación de espacio. Numerosos elementos y estructuras de la antigua planta industrial fueron dinamitados, dejando al descubierto formas escondidas.
Lo que actualmente queda de esta intervención es "un híbrido—Memoria y Futuro", como lo llama Bofill. Los ocho silos que se conservaron albergan actualmente el estudio y las oficinas de El Taller, salas de reunión y la residencia privada de Ricardo Bofill, además de un espacio de grandes dimensiones conocido como ”La Catedral", utilizado para la celebración de conciertos, exposiciones y numerosas actividades relacionadas con la arquitectura.
Una vez definidos los espacios, limpios de cemento y rodeados por un gran jardín, había que inventar un nuevo programa funcional. El proyecto representa prácticamente la negación del funcionalismo: la función no condicionaba la forma, demostrando que a cualquier espacio se le puede dar la función que el arquitecto decida darle.
El proyecto de renovación incorporó varios lenguajes arquitectónicos; elementos del Neogótico catalán y del Surrealismo que reflejan el pasado industrial del edificio.

## Enfoque

### Enfoque general
La específica metodología de diseño, aplicada y formalizada por el equipo durante los últimos 50 años, se centra en el diálogo entre el arquitecto, los promotores locales y los equipos locales. Bofill defiende la importancia de involucrar a todos los participantes a lo largo de todo el proceso, desde los primeros bocetos hasta la construcción del proyecto. Los trabajos de El Taller se definen por las necesidades y los deseos de sus habitantes y usuarios. Este particular enfoque permite a los miembros de El Taller abordar todos los proyectos, tanto los proyectos privados de escala doméstica, como los proyectos urbanas a gran escala, con el mismo rigor.
Una constante en los proyectos de Ricardo Bofill Taller de Arquitectura, al margen de su ubicación, década o tipología —es lo que la compañía llama ‘Memoria-Futuro.’ "Sus trabajos emanan del pasado, hacen referencia a la historia local, a las composiciones clásicas, y/o los métodos de construcción tradicional, mientras proyectan e innovan desde el punto de vista estilístico y programático para responder a las necesidades y los deseos de las personas/comunidades que van a vivir o utilizar esos espacios. El presente, el diseño de esos espacios, combina la retrospección y la prospección—Memoria –Futuro».
La utilización de la perspectiva histórica en todos sus proyectos permite al equipo profundizar en el análisis y la continua interpretación de las culturas locales y de su patrimonio arquitectónico. Contrariamente a los modelos de planificación Socialistas y Corbusianos (Le Corbusier), Ricardo Bofill Taller de Arquitectura defiende el modelo de ciudad mediterránea. Dicho modelo, definido por una trama de espacios públicos, conecta de manera proporcional calles y plazas. “La Ciudad Mediterránea” además una síntesis interregional, una región of interrelating regions. Las profundas interacciones culturales, sociales y materiales subrayan la dimensión cosmopolita del Mediterráneo”.
En su libro ”Espacio y vida” Ricardo Bofill afirma, ”es imprescindible recuperar la disciplina desarrollado durante el Renacimiento—el diseño urbano. Personalmente, defiendo una estrategia de crecimiento urbano debidamente planificado, controlado, organizado (…) mi trabajo se ha guiado siempre por los mismos principios—proyectar una ciudad de acuerdo con las ideas de Ildefonso Cerdá, el ingeniero que diseño la magnífica trama del distrito de Barcelona conocido como el Eixample. La extensión urbana debe tener sus límites; su crecimiento de forma lineal no debería servir para anexar otras ciudades. El diseño urbano debería reintroducirse en los distritos existentes, preservando y renovando ciertas áreas, para convertirlas en auténticas comunidades con calles, plazas y fachadas urbanas”.
La idea recurrente de la mezcla de funciones en la ciudad y que se traduce en lo que el equipo llama ” urbanismo integrado”, confirma la fuerte convicción de los miembros de El Taller de que una ciudad pertenece y debe ser compartida de la misma manera por todas las clases socio- económicas.

### Años 60 a 70 (Regionalismo Crítico)

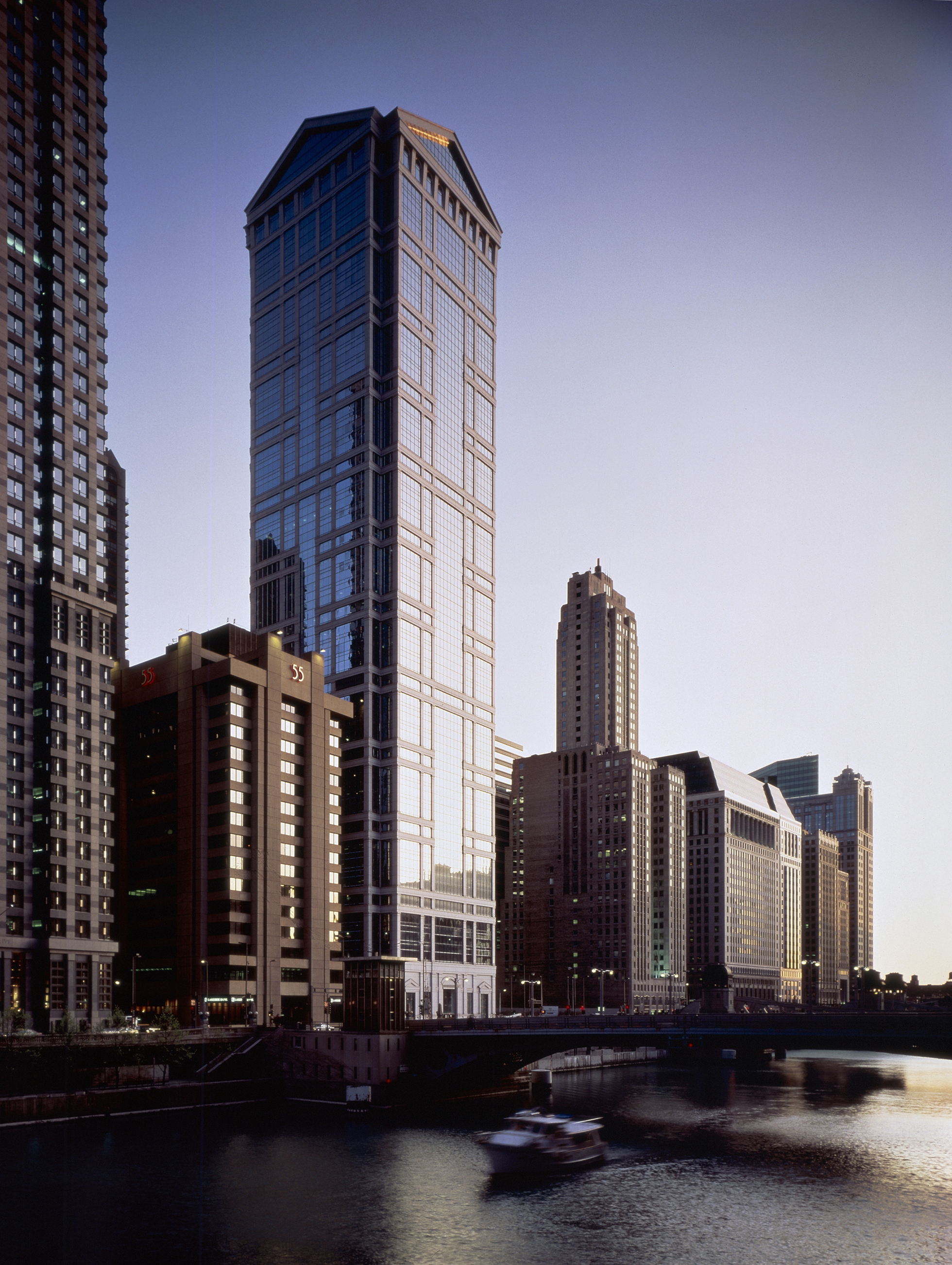
Ricardo Bofill Taller de Arquitectura United Continental Headquarters, Chicago

Los primeros trabajos de El Taller están inspirados en la arquitectura vernácula, y en la arquitectura tradicional catalana, como se manifiesta en el proyecto de Bofill residence in Ibiza una casa unifamiliar junto al mar que utiliza materiales y sistemas de construcción locales. Esta estrategia arquitectónica aplica una lógica geométrica dirigida a la organización de los elementos en el espacio. Desarrollada inicialmente de forma teórica en el proyecto The City in Space, el enfoque formal se manifestó de manera concreta en 1975 con la construcción del proyecto de viviendas sociales Walden 7. Este complejo de apartamentos distribuye 446 unidades residenciales en 14 plantas, maximizando tanto la escala como la complejidad estructural. En un artículo para Architectural Design, Vincent Scully describía el Walden 7 como un edificio de apartamentos salvajemente expresionista, parte Gaudí, parte Archigram. La repetición de módulos en el espacio, con micro terrazas privadas conectadas por patios públicos, supuso el replanteamiento de la vivienda social.
Kafka Castle construido en 1968, está localizado en San Pedro de Ribas, España. El proyecto es un homenaje a Franz Kafka. Más allá de un desarrollo sobre el terreno, el plano y el contexto, Bofill implementó una serie de ecuaciones matemáticas que generaron la distribución de los 90 apartamentos, así como el emplazamiento del edificio. A pesar de ello, el Castillo de Kafka comparte algunas similitudes programáticas con los típicos edificios de apartamentos españoles. Los cubos prefabricados se ensamblan sobre la base de dos ecuaciones matemáticas que generan su posición en relación con los núcleos de circulación vertical. Muralla Roja, construido en 1973, el proyecto desarrolla los estudios del equipo sobre la manifestación orgánica de la forma, la imposición de criterios y condiciones definidas por el lugar. El color define cada una de las funciones estructurales, sirviendo de as tectonic place finders para este edificio laberíntico. A pesar de su estética constructivista, La Muralla Roja es una clara referencia a las raíces arquitectónicas mediterráneas, especialmente a las torres de adobe del norte de África y a la casba.
El prototipo experimental Xanadu refleja la teoría desarrollado por el equipo de la ciudad jardín en el espacio. El edificio recrea la forma del Peñón de Ifach que se divisa desde sus ventanas. Su diseño incorpora detalles de la arquitectura vernácula local en sus barandillas curvas, en los elementos de la cubierta, combinando principios modernos con una estética tradicional.
A principios de los años 70, El Taller inició su colaboración con el Gobierno de Argelia para cuestiones relacionadas con la planificación urbana y la vivienda. Esta primera colaboración culminó dos años más tarde con la construcción al sudeste del país del proyecto de viviendas Houari Boumédienne Agricultural Village.

### Años 70 a 80 (Clasicismo Moderno)
Al mismo tiempo que los equipos de España y Argelia, en 1971 se consolidó un equipo en París para proyectar las nuevas ciudades (“Villes Nouvelles”). Fue entonces cuando la sede de la compañía se trasladó a París, para concentrarse en la construcción industrializada de vivienda social y en el diseño urbano. Durante ese período El Taller incorporó en todos sus proyectos urbanos elementos simbólicos con claras referencias a la arquitectura monumental francesa. Bofill consideró la necesidad de diseñar un tipo de fachada permanente e integral con, pilastras, frontones, cornisas y balaustradas.
En el libro Memory-Future, El Taller justifica la utilización de las proporciones y las formas clásicas por la posibilidad que le ofrece de profundizar sobre la articulación entre la memoria histórica y la libertad creativa. Con este objetivo ha creado un manual, una gramática y un lenguaje aplicado a la composición arquitectónica, ”reescribiendo “el vocabulario clásico de occidente.
Las propuestas de viviendas urbanas, La Petite Cathédrale and Les Espaces D’ Abraxas, representan el compendio de ideas sobre la vivienda social integradas en estos monumentos habitados. Les Espaces d’Abraxas explora también la manipulación de las formas clásicas de la architectura.
La construcción simultánea de cuatro proyectos REF– Les Arcades du Lac and Le Viaduc in Saint-Quentin-en-Yvelines, Le Palais d’Abraxas, Le Théâtre, and L’Arc in Marne-la-Vallée, Les Echelles du Baroque in Paris, and Antigone en Montpellier – marca uno de los períodos prolíficos de El Taller. Construido a lo largo de dos décadas, el distrito Antigone en Montpellier incluye de 400.000 m² construidos repartidos en diferentes usos. El masterplan a gran escala es típicamente mediterráneo. “Utilizando la arquitectura clásica para darle una escala y proporciones humanas, Antigone pretende romper con la monotonía de la construcción prefabricada para generar un “palacio para la gente”. El proyecto replantea y reconstituye el lenguaje clásico aplicado a las técnicas modernas de construcción industrial con hormigón arquitectónico, ensamblado pieza por pieza de una manera armónica pero a la vez sistemática que en los antiguos edificios clásicos”.

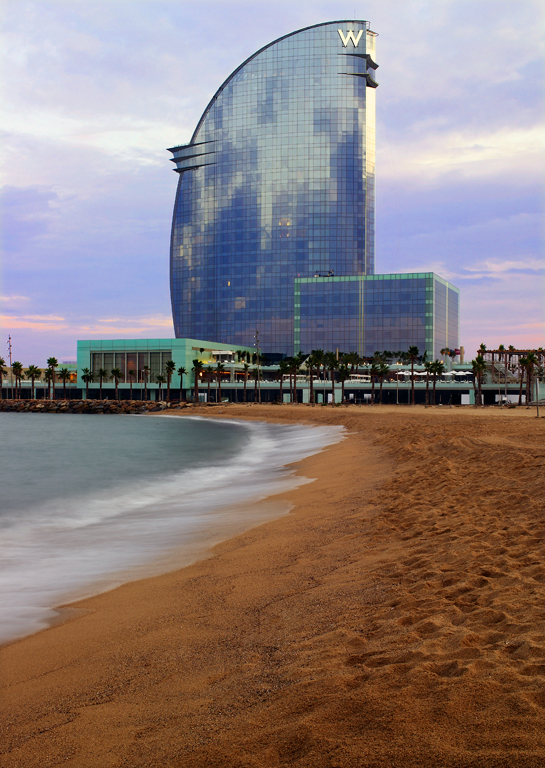
W Barcelona by Ricardo Bofill.

### De los 90 a la actualidad (Urbanismo Integrado)
Ricardo Bofill explica que el trabajo de su equipo se basa tanto “en un modelo mediterráneo y un urbanismo europeo de continuidad urbana como en el modelo urbano americano construido a base de piezas separadas, como en el resultado de la combinación de ambos. Al mismo tiempo, El Taller ha sido capaz de superar la escala del barrio para ampliarla a la escala de la ciudad. Cada ciudad, como cada individuo, tiene su propia identidad y personalidad: este es el elemento principal que define su propio proyecto urbano”.
El Taller trabaja con los responsables municipales, con las autoridades de cada país y con los promotores privados para contribuir a replantear el crecimiento de la ciudad a través de la planificación urbana. En concreto, El Taller participó en concursos para la realización de masterplans como Boston Central Artery, resultado del “Big Dig”; en 2012 Moscow Agglomeration’s Extension, proyecto que planteaba desplazar los ministerios fuera del Kremlin y que doblaba la extensión de la ciudad; recientemente “Dallas’ Connected City Design Challenge”, cuyo objetivo es regenerar el centro de la ciudad de Dallas y conectarlo con el parque del río Trinity.
Ricardo Bofill Taller de Arquitectura utiliza el diseño urbano como el “instrumento para la organización espacial de acuerdo con la gran tradición clásica italiana y francesa, donde la mezcla de funciones genera la forma de la ciudad. Una calle, una plaza, un parque, son elementos esenciales del proyecto. La mezcla de funciones y una nueva teoría sobre la centralidad son determinantes en el diseño urbano de El Taller”. Proyectos significativos en ciudades europeas son la expresión física de estos estudios. Los Jardines del Turia en Valencia, España La Porte, situado en el Plateau Kirchberg de Luxemburgo y El Crescent, en el frente marítimo de Salerno, Italia, son centros urbanos modernos con el esquema clásico de mezcla de funciones de las ciudades grecorromanas.
El equipo aplica esta misma filosofía en todos los continentes, pero su diseño se inspira en el genius loci de la cultura local. En Tokio LaZona Kawazaki Plaza] (enlace roto disponible en Internet Archive; véase el historial, la primera versión y la última)., es un centro comercial que incorpora una estación de metro con intercambiador. Su diseño depurado y moderno es un reflejo estilístico del rápido desarrollo cultural del país y la obsesión de sus habitantes por la tecnología. Como contrapunto, el proyecto para la Universidad Politécnica Mohammed VI, recupera los materiales tradicionales de la arquitectura islámica, formas y elementos decorativos de la tradición marroquí, pero los transforma a través de un proyecto moderno en sus proporciones y distribución del programa. El diseño de este equipamiento universitario pone en evidencia su vocación de promover la innovación dentro de su propia cultura y sociedad.
Desde los años 80 y los 90, gran parte del trabajo de Ricardo Bofill Taller de Arquitectura se desmarca del Regionalismo Crítico por el que la compañía se dio a conocer. A pesar de la utilización de sistemas y materiales modernos y de la aplicación de criterios de eficiencia en sus proyectos, El Taller mantiene el uso de las proporciones clásicas en la composición.
77 West Wacker Drive, construido en 1992 y actualmente la sede de United Airlines Headquarters en Chicago, fue diseñado como un templo griego alargado en forma de rascacielos. La torre mantiene todos los elementos de la columna clásica—formando una base, fuste y capitel. La sede de BNP Paribas, en París, mantiene también la forma clásica de un templo, pero está construida enteramente con vidrio y acero.
Muchos de los recientes proyectos de El Taller mantienen las proporciones clásicas pero destacan su vocación cultural, tecnológica y funcional. La sede de Shiseido, en el corazón del distrito de Ginza, en Tokio, se proyectó para reflejar tanto la identidad de la marca como la construcción tradicional japonesa. En Barcelona, el W Hotel Barcelona, popularmente conocido como “La Vela” también combina la identidad de la marca del operador con la cultura mediterránea.
A través del uso del vidrio y del acero en su diseño, Terminal 1 Archivado el 24 de marzo de 2011 en Wayback Machine. del Aeropuerto de Barcelona, maximiza la funcionalidad y la eficiencia energética, requisitos imprescindibles en este tipo de infraestructura del transporte.
A pesar de que Ricardo Bofill Taller de Arquitectura diseña y desarrolla todo tipo de proyectos, desde masterplans hasta residencias de lujo, el interés principal de la compañía y del equipo sigue siendo la vivienda social que continúa proyectando en todo el mundo. El Taller sigue utilizando los sistemas de construcción prefabricada para producir un gran número de viviendas y aplicando la “composición clásica para evitar la monotonía de la prefabricación”, como en The Hague’s Monchyplein.

## Selección de proyectos
- SEDE DESIGUAL, Barcelona, España. Construido en 2012
- W HOTEL, Barcelona, España. Construido en 2010
- CENTRO DE CONGRESOS KONSTANTINOVSKY, San Petersburgo, Rusia. Proyecto 2009
- HOTEL SHANGRILA. Pekín, China. España. Construido en 2008
- FUNCHALCENTRUM, Funchal, Isla de Madeira, Portugal. Construido en 2007
- LAZONA, Kawasaki, Japón. Construido en 2006
- PALEXCO CENTRO DE CONGRESOS Y CONVENCIONES, La Coruña, España. Construido en 2010
- ATRIUM SALDANHA, Lisboa, Portugal. Construido en 1998
- FNAC ILLA DIAGONAL, Barcelona, España. Construido en 1996
- TIENDAS STEFANEL, Roma, Milán, Turín, Bolonia y Rímini, Italia. Construido en 1994
- CENTRO DE CONGRESOS DE MADRID, España. Construido en 1993
- HOTEL MERCURE, Montpellier, Francia. Construido en 1992
- UNITED ARROWS, Tokio, Japón. Construido en 1992
- DOMAINE CHATEAU LAFITE-ROTHSCHILD, Pauillac, Francia. Construido en 1986

### Oficinas
- TOMORROW PLAZA, Shenyang, China. Proyecto en construcción.
- KARLIN HALL, Praga, República Checa. Construido en 2013
- TORRE SIGNATURE III, Gurgaon, India. Proyecto 2012
- CORSO II, Praga, República Checa. Construido en 2013
- LA PORTE, Luxemburgo. Construido en 2005
- COMPLEJO DE OFICINAS DEL PARK LOGISTICS, Barcelona, España. Construido en 2002
- SEDE CARTIER, París, Francia. Construido en 2002
- CITADEL CENTRE, Chicago, EE. UU. Construido en 2003
- NEXUS II, Barcelona, España. Construido en 2002
- SHISEIDO PARLOUR, Tokio, Japón. Construido en 2001
- CORSO KARLIN, Praga, República Checa. Construido en 2000
- KARLIN PALACE, Praga, República Checa. Construido en 1999
- 180 NORTH LASALLE, Chicago, EE. UU.. Construido en 1999
- CASABLANCA TWIN CENTER, Casablanca, Marruecos. Construido en 1998
- BANCO PARIBAS, París, Francia. Construido en 1997
- SEDE AXA, París, Francia. Construido en 1999
- AOYAMA PALACIO, Tokio, Japón. Construido en 1998
- LABORATORIOS HUBBER, Barcelona, España. Construido en 1993
- HOTEL COSTES K, París, Francia. Construido en 1993
- G.A.N. SEGUROS, París, Francia. Construido en 1992
- SEDE CHRISTIAN DIOR, París, Francia. Construido en 1992
- EDIFICIO UNITED, Chicago, EE. UU. Construido en 1992
- SEDE TALLER DE ARQUITECTURA, París, Francia. Construido en 1991
- DECAUX, París, Francia. Construido en 1991
- SEDE SWIFT, La Hulpe, Bélgica. Construido en 1989
- SEDE ROCHAS, París, Francia. Construido en 1987
- SEDE RICARDO BOFILL TALLER DE ARQUITECTURA, San Justo Desvern, España. Construido en 1975

### Infraestructuras del transporte
- T1 DEL AEROPUERTO DE BARCELONA. España. Construido en 2009
- ESTACIÓN MARÍITIMA, Savona, Italia. Construido en 2003
- MÓDULO 5 AEROPUERTO DE BARCELONA. España. Construido en 2003
- AMPLIACIÓN AEROPUERTO DE MÁLAGA, España. Construido en 2000
- AMPLIACIÓN AEROPUERTO DE BARCELONA, España. Construido en 1992
- ESTACIÓN AVE BOLONIA, Italia. Proyecto 1993-1998

### Diseño urbano
- FRENTE MARÍTIMO SALERNO, Salerno, Italia. En construcción
- MOSCOW AGGLOMERATION, Rusia. Concurso 2013
- VILLAREAL DE SANTO ANTONIO, Portugal. Proyecto 2011
- MICRORAYON BIBIREVO, Moscú, Rusia. Proyecto 2009
- NUEVA BOCANA DEL PUERTO DE BARCELONA, España. Construido en 2009
- COLOMBO’S RESORT, Isla de Porto Santo, Portugal. Proyecto 2001-2007
- PUERTO DE SAVONA, Italia. Construido en 2005
- MONCHYPLEIN, La Haya, Holanda. Construido en 2004
- ANTIGONE, Montpellier, Francia. Construido en 1999
- SAN JUAN DE PUERTO RICO. Proyecto 1999
- LA PLACE DE L’EUROPE, Luxemburgo. Construido en 1998
- PLATEAU KIRCHBERG, Luxemburgo. Construido en 1998
- PUERTO DE KOBE, Japón. Proyecto 1991
- BOSTON ARTERY, EE. UU.. Concurso 1988
- PUEBLO AGRÍCOLA HOUARI BOUMEDIENNE, Abadla, Argelia. Construido en 1980
- LES HALLES, París, Francia. Proyecto 1975

### Equipamientos culturales y deportivos
- UNIVERSIDAD POLITÉCNICA MOHAMED VI, Benguerir, Marruecos. En construcción
- CENTRO CULTURAL MIGUEL DELIBES, Valladolid, España. Construido en 2007
- PISCINA OLÍMPICA, Montpellier, Francia. Construido en 1996
- INSTITUTO NACIONAL PARA LA EDUCACIÓN FÍSICA (INEF), Barcelona, España. Construido en 1991
- SHEPHERD SCHOOL OF MUSIC, Houston, EE. UU. Construido en 1991
- L’ARSENAL, Metz, Francia. Construido en 1989
- SANTUARIO DE MERITXELL, Andorra. Construido en 1977
- TEATRO NACIONAL DE CATALUÑA, Barcelona, España. Construido en 1997

### Paisajismo
- PARQUE MANZANARES, Madrid, España. Construido en 2003
- L’AIRE DES VOLCANS, Clermont Ferrand, Francia. Construido en 1991
- JARDINES DEL TURIA, Valencia, España. Completed in 1988
- AIGUERA PARK, Benidorm, España. Construido en 1987
- LA MARCA HISPÁNICA, Le Perthus, frontera Francia-España. Construido en 1976

### Viviendas
- SUPERSHINE UPPER EAST SIDE, Pekín, China. Construido en 2008
- TORRE DE APARTAMENTOS, Savona, Italia. Construido en 2007
- THE REFLECTIONS, Pekín, China. Construido en 2007
- MONCHYPLEIN, La Haya, Holanda. Construido en 2004
- TORRE PLATINUM, Beirut, Líbano. Construido en 2003
- FRONT MARITIM. Barcelona, España. Construido en 2002
- WEIDERT RESIDENCIAL, Luxemburgo. Construido en 1999
- PA SODER CRESCENT, Estocolmo, Suecia. Construido en 1992
- LE PORT JUVENAL, Montpellier, Francia. Construido en 1989
- LES ECHELLES DE LA VILLE, Montpellier, Francia. Construido en 1987
- LES TEMPLES DU LAC, St. Quentin en Yvelines, Francia. Construido en 1986
- LES ECHELLES DU BAROQUE, París, Francia. Construido en 1985
- BELVEDERE SAINT CHRISTOPHE, Ville Nouvelle de Cergy-Pontoise, Francia. Construido en 1985
- LA PLACE DU NOMBRE D’OR, Montpellier, Francia. Construido en 1984
- LA MANZANERA, Calpe, España. Construido en 1982
- LES ESPACES D’ABRAXAS, Marne-la-Vallée, Francia. Construido en 1982
- LES ARCADES DU LAC, St. Quentin en Yvelines, Francia. Construido en 1981
- WALDEN 7, San Justo Desvern, España. Construido en 1974
- BARRIO GAUDI, Reus, España. Construido en 1970
- CASTILLO DE KAFKA, Sitges, España. Construido en 1968
- EDIFICIO DE APARTMENTOS NICARAGUA 99, Barcelona, España. Construido en 1965
- EDIFICIO DE APARTMENTOS BACH 4, Barcelona, España. Construido en 1965
- EDIFICIO DE APARTMENTOS BACH 28, Barcelona, España. Construido en 1963

### Administración pública
- GOBIERNO DE LA REGIÓN LANGUEDOC-ROUSSILLON, Montpellier, Francia. Construido en 1988

## Premios y Títulos
- 2009: Premio de Arquitectura Vittorio de Sica, Italia
- 2009: Premio «Life Time Achievement» otorgado por The Israelí Building Center
- 1996: Miembro Honorario del «Bund Deutscher Architekter (BDA)», Bonn, Alemania
- 1995: Doctor Honoris Causa, Universidad de Metz, Francia
- 1989: Miembro del «Ordre des Architectes, Conseil du Brabant», Bruselas, Bélgica
- 1989: Premio «Chicago Architecture», Illinois Council/American Institute of Architects/Architectural Record, Chicago, USA
- 1989: Premio de la «Académie Internationale de Philosophie de l´Art», Berna, Suiza
- 1985: Miembro Honorario del American Institute of Architects, USA
- 1984: «Officier de l’Ordre des Arts et des Lettres», Ministerio de Cultura, París, Francia
- 1980: Premio Ciudad de Barcelona a la Arquitectura por la renovación de la fábrica de cemento en San Justo Desvern, Barcelona, España
- 1979: Nombrado «Architecte Agréé» por el «Ordre National des Architectes», París, Francia
- 1978: Premio Internacional otorgado por A.S.I.D. (American Society of Interior Designers), Nueva York, USA
- 1968: Premio Fritz Schumacher, «Honoris Causa», Universidad de Hamburgo, Alemania